# دومارتا (آن)
دومارتا (بالفرنسية: Dommartin)‏ هي بلدية فرنسية تقع في إقليم الآن في فرنسا. رمز إنسي لها هو:1144. أما الرمز البريدي لها فهو: 1380.